# Gili
Gili, egentligen Fevzije Berani, född 21 maj 1966 i Pristina, är en albansk sångerska. Hon är mest känd för låten "Xixëllonja" som hon deltog i Festivali i Këngës 1995 med.
1989 deltog Gili som en del av trion Rona i Jugoslaviens uttagning till Eurovision Song Contest 1989, Jugovizija. De deltog med låten "Fjollat" och slutade näst sist i finalen.
Gili har deltagit i flera albanska musiktävlingar. I Festivali i Këngës deltog hon 1995 med låten "Xixëllonja". Tre år senare, 1998, hette hennes bidrag "Le të puthen". Sitt tredje och sista bidrag framförde hon 1999 med titeln "Duart lart". Vid Festivali i Këngës jubileumsupplaga, Festivali i Këngës 50 år 2011, framförde Gili låten.
I Kënga Magjike debuterade hon med sitt första, och hittills enda, bidrag i Kënga Magjike 9 år 2007. Hon deltog med låten "Mysafire ndëri" och tog sig till finalen. 2011 debuterade hon i Top Fests 8:e upplaga med låten "Badiahava".
2012 släppte hon singeln "Haku i nënës".